# Opera Software
A Opera Software é uma empresa de software da Noruega fundada em 1995 pelos engenheiros de software Jon S. von Tetzchner e Geir Ivarsøy. A Opera Software nasceu como um projeto de investigação da empresa telefónica norueguesa Telenor, onde von Tetzchner e Ivarse trabalhavam desde 1991. Em 1995, eles resolveram se tornar independentes e fundaram a sua própria companhia, com a criação do navegador de Internet Opera. Hoje, é uma companhia multinacional e subsidiária da Kunlun, a qual é uma empresa especializada no desenvolvimento de navegadores da internet, fintech, bem como de serviços tais como o Opera News e o YoYo Games. A base total de usuários da companhia, incluindo-se usuários de navegadores para desktop, navegadores para portáteis e outros serviços excede os 380 milhões mensais de usuários ativos.
Sua sede está localizada em Oslo, Noruega, com escritórios adicionais na Europa, China e África. Em 2016, a Opera foi adquirida por um grupo de investidores liderado por um consórcio chinês. Em 27 de julho de 2018, a Opera Software foi aberta à bolsa de valores NASDAQ, com uma arrecadação inicial de cento e quinze milhões de dólares em sua oferta pública inicial.